# Eremitério de Lim
A Ermida de Lim (em armênio: Լիմ անապատ; romaniz.: Lim Anapat) é um mosteiro armênio localizado fora das fronteiras da Armênia, na Turquia (província de Vã, antigamente Vaspuracânia), na ilha de Lim, perto da costa norte do lago de Vã. A data de sua fundação é incerta, mas a primeira menção a ele foi feita no século XIV, pelo continuador da História de Tomás Arzerúnio, e então nos séculos XVI e XVII. A ermida conta com uma escola anexa fundada por Nerses de Moca em 1622, que sobreviveu até o século XIX. Na Idade Média, foi um dos grandes centros de escrita armênia, com vários de seus manuscritos tendo sobrevivido até os dias atuais.
O católico Jacó IV (r. 1655–1680) estudou aqui. De acordo com a tradição, as relíquias de São Jorge são mantidas no complexo, pela qual o mosteiro recebeu seu nome. Entre os séculos XIV e XVI, foi frequentemente destruído e restaurado. No século XIX, tinha terras aráveis, pastagens, prados, uma pequena floresta, um jardim, moinhos, 21 lojas em Vã, vários postos comerciais em Tiblíssi, Constantinopla e Rússia, gado grande e pequeno, etc. No final do século XIX, apenas a parte ocidental da igreja de São Jorge e o nártex permaneceram. Havia inúmeras sepulturas, lápides e cachecares nas proximidades.
O complexo é formado por duas igrejas, a de São Jorge (Surb Gevorg) e a de São Sião (Surb Zion), o gavite, a torre sineira e inúmeras celas. São Jorge foi construída em 1310 pelo católico de Altamar Zacarias I (r. 1293–1336). É abobadada, com sacristias retangulares em ambos os lados da plataforma. A cúpula é simples, apoiada por arcos em forma de ferradura em pilares de alvenaria. Adjacente à igreja, do oeste, está o gavite de quatro andares (construído em 1770 por iniciativa do padre João de Moca). A torre sineira é datada do século XVIII e tem três níveis, com um segundo andar de pedra, aberto e arqueado, e uma rotunda de oito colunas. Uma porta em arco abre da parede norte do vestíbulo à igreja de São Sião, que é uma pequena estrutura coberta com uma cúpula.